# Gerhard Neiber
Gerhard Neiber, nemški general in politik, * 20. april 1929, † 13. februar 2008.
Med letoma 1980 in 1989 je bil namestnik ministra za državno varnost Nemške demokratične republike (Stasija).